# 鋼の錬金術師 嘆きの丘の聖なる星
『鋼の錬金術師 嘆きの丘の聖なる星』（はがねのれんきんじゅつし ミロスのせいなるほし、Fullmetal Alchemist: The Sacred Star of Milos）は、2011年7月2日公開の日本のアニメ映画。

## 概要
荒川弘の少年漫画『鋼の錬金術師』を原作としたアニメーション映画。本作品の制作は2010年7月にテレビアニメシリーズ『鋼の錬金術師 FULLMETAL ALCHEMIST』の放送終了後に発表され、正式なタイトルは同年11月に発表された。
『鋼の錬金術師』は、世界観や各種設定が原作漫画とは根本から異なるアニメ独自のオリジナルシリーズとして2003年にも一度テレビアニメ化されており、その2003年版アニメの完結編として2005年に『劇場版 鋼の錬金術師 シャンバラを征く者』が公開された。
2009年には前述した『鋼の錬金術師 FULLMETAL ALCHEMIST』（以下、『鋼FA』）のタイトルで、今度は原作に準拠した形で再アニメ化されたが、本作品はメインスタッフが2003年、2009年のテレビシリーズおよび2005年の劇場版とは異なっている。なお、音響監督の三間雅文やプロデューサーの丸山博雄 (MBS) など、一部のスタッフは『鋼FA』から引き続いて登板しており、声優陣についても『鋼FA』から引き継いでいる。また、2005年の劇場版と同様、TBSが製作委員会に参加している。
制作はこれまでのシリーズに引き続きボンズ。配給は2005年版映画と同様、松竹に加え、本作品では製作担当のアニプレックスも参加している。
ストーリーは原作の物語の映像化ではなく、その作中の描かれなかった空白の期間に挿入される、映画オリジナルの物語となる。「原作の流れでいくとアルが錬成陣なしで錬金術を使うことができるようになっていて、なおかつロイとその部下は中央にいる時期」と語られており、その時期は原作の第11巻（第45話）辺りに相当する。解説特別番組『劇場映画公開記念!「鋼の錬金術師 嘆きの丘の聖なる星」あなたは兄弟の絆に涙するSP』においては、テレビアニメ『鋼FA』でいうと第21話「愚者の前進」辺りに位置する旨が、そこまでの総集編を交えて説明された。
本作品は西の国境の街・テーブルシティが主な舞台のため、原作のキーキャラクターであるホムンクルスたちやリンらシン国人たちは登場しない（後述する特別版コミックス「第11.5巻」には本作品の序章となる原作「第45.5話」が収録されており、映画本編に登場しない一部のキャラクターが登場する）。ゲストキャラクターのデザイン原案は一部を原作者の荒川が務めているが、ストーリー面には一切関わっておらず、特に事前の注文をつけることもなく「アニメはアニメスタッフに任せるというスタンス」でいる。
全国90スクリーンという小規模公開でありながら、2011年7月2日から7月3日の初日2日間で興収1億4,503万3,800円、動員10万7,975人になり、映画観客動員ランキング（興行通信社調べ）で初登場第3位という好成績となった。また、ぴあ初日満足度ランキングでも第3位という好評価を得ている。興行収入6.5億円（キネマ旬報より）。
また、ゲスト声優としてブラックマヨネーズ、田中みな実（公開当時TBSアナウンサー）が出演した。

## ストーリー
錬金術を使いこなす少年エドワード・エルリックとその弟であるアルフォンス・エルリックは、自分たちの過去の過ちから失ってしまったものを取り戻す方法を探し、アメストリス国中を旅していた。
アメストリスの首都であるセントラルシティにある中央刑務所、そこにはメルビン・ボイジャーという名の囚人がいた。刑期終了を間近に控えていながら、メルビンは新聞のとある記事を読んだことをきっかけに脱獄する。メルビンの使いこなす未知の錬金術を目撃したエルリック兄弟は、その錬金術の詳細を知るために彼を追いかけ、西の大国クレタとの国境の街テーブルシティに辿りついた。
嘗ては「ミロス」と呼ばれていたという巨大な崖「デスキャニオン」に周囲を覆われたその街で、エルリック兄弟はミロスのレジスタンス組織「黒コウモリ」に属する1人の少女と出会った。ジュリア・クライトンというその少女の言葉に導かれ、兄弟はその地でかつて起こった惨劇、ミロスの民の過酷な歴史と「鮮血の星」にまつわる伝説について知らされるのだった。

## 登場人物

### 主要人物
エドワード・エルリック
声 - 朴璐美
本作品の主人公。最年少で国家錬金術師の資格を得た少年。
アルフォンス・エルリック
声 - 釘宮理恵
エドの弟。かつて人体錬成の失敗で肉体を失い、魂だけが鋼鉄の鎧に定着している。
ウィンリィ・ロックベル
声 - 高本めぐみ
本作品のヒロイン。エドとアルの幼馴染。義肢装具師の少女。
ロイ・マスタング
声 - 三木眞一郎
炎を自在に操る能力を持っている男性。
リザ・ホークアイ
声 - 折笠富美子
銃器の扱いに長けるクールな女性。
アレックス・ルイ・アームストロング
声 - 内海賢二
錬金術と格闘を織り交ぜた戦いをする男性。

### 黒コウモリ
ジュリア・クライトン
声 - 坂本真綾
16歳。「黒コウモリ」を名乗り、ミロスのレジスタンス組織に所属する茶髪に碧眼の少女。錬金術師で、両親が遺した術式は使いこなせずにいるが、バタネンから教わった簡易な医療系錬金術を扱うことができる。戦士としても優秀で、銃などの扱いや身体能力に長けており、グライダー部隊の一員として戦場にも赴いている。
幼いころ、家族に連れられて西の大国クレタに亡命するが、その後に何者か（後述）によって錬金術師だった両親を惨殺され、兄アシュレイとも生き別れ、孤児になっていたところをデスキャニオンの人々に保護される。祖国ミロスの復興のために励んでおり、ミロスの人々からの信頼は厚い。
本人は知らなかったが、自分の右脇腹に「鮮血の星」製造施設の場所を示す地図が刺青として刻まれており、アシュレイのものと重ね合わせることで地図が完成する。アトラスの正体を知るや激しい憎悪に駆られ、エドの制止も振り切って「鮮血の星」を飲み込み強大な力を手に入れる。「鮮血の星」をその身に取り込んだ状態では、クライトン家に伝わる電撃の錬金術をノーモーションで使いこなす。掌から出す電撃でアトラスを撃退し、怒りのままに「鮮血の星」製造施設を破壊した。その後は我に帰り、クレタ側の崖から噴出したマグマを塞き止め、クレタ軍の一員としてミロスに対する憎悪の炎を燃やすアシュレイを一騎討ちの末に倒し、瀕死となった彼を体内の「鮮血の星」に残った力すべてと自身の左脚を犠牲にして死の淵から救った。エドワード曰く、アシュレイは死の一歩手前で生きていたので、厳密には人体錬成ではなかったと分析していた。戦闘後は欠損した左脚にリハビリ用の簡易な機械鎧を装着しており、クレタの人々と生きていく道を選んだ。
メルビン・ボイジャー / アトラス中尉
声 - 森川智之
26歳。ジュリアが捕まったニュースを見て中央刑務所から脱獄した青年で、錬金術師。長い黒髪で、首の周囲に大きな傷跡を持つ。両の掌には血で刻んだ錬成陣があり、右手で氷雪を、左手で電撃を操る。本人は「こっち（右）が父から受け継いだ錬成陣、そしてこちら（左）は母親から」と説明していたが、後述の事情から真相は不明。
強盗傷害罪で刑務所に入れられていたが、刑期満了を目前に控えた時期に脱獄。錬金術に精通したエルリック兄弟も知らない、アメストリスの錬金術とは原理の異なる錬金術を駆使して戦う。
当初は顔と本人の弁から、生き別れたジュリアの兄であるアシュレイだと思われていたが、その正体はクライトン家の警護長アトラス中尉。錬金術師でありながらも冷酷無比な戦闘狂であり、終盤の戦闘からその狂気が滲み出ている。警護中にクライトン夫妻が「鮮血の星」について話しているのを盗み聞きし、その際に「鮮血の星」を我が物にしてアメストリスやクレタを超える軍事国家を創設しようと思い立って、クライトン家の屋敷で研究書に描かれていた電撃と氷雪の錬成陣を手に入れた後、クライトン夫妻を惨殺した。その後、駆けつけたアシュレイから顔と左脇腹の皮膚を奪って自分の体に移植した後、追手から身を守るためにメルビン・ボイジャーの名を騙って犯罪を行いわざと逮捕され、セントラル刑務所で5年間服役していた。そして、物語開始ごろに読んだ新聞でジュリアがアメストリスによって囚われの身となったのを知り脱獄、アシュレイに成りすましてジュリアと「黒コウモリ」に近づいた。
終盤で正体を現し、ミランダやアラン、アメストリス兵たちの血液を材料にしてテーブルシティ全体を利用した立体錬成陣で「鮮血の星」を作り、それを使ってエドを撃破しようとするも敗北。「鮮血の星」をジュリアに奪われてしまい、「鮮血の星」の力を得た彼女の電撃で全身が血塗れになるほどの重傷を負った。それでもなお、「鮮血の星」を得るために、ジュリアを追って「黒コウモリ」のグライダーでデスキャニオンへ降りるが、そこで正体を現したハーシェルに、掘削機から錬成された鉄棘で両手の練成陣を封じられた挙句に頭部を鷲掴みにされ、そこから電撃を大量に流し込まれて頭部を破壊され死亡、遺体は放り投げられて溶岩の中へ消えた。
ミランダ
声 - 玉川砂記子
女性ながらに「黒コウモリ」の戦士たちを束ねる若きリーダー。短髪でピアスをつけ、紫色の口紅を引いている。「黒コウモリ」の主力である黒装束のグライダー部隊を最前線で指揮する勇敢な女性。クレタとアメストリスの間で起こった争いの中で両親を失っており、仲間を率いて祖国であるミロスを復興しようとしている。ジュリアを「黒コウモリ」に誘った人物でもある。
終盤にて、正体を表したアトラスによって背後から特殊な短剣で刺され、噴き出た血を「鮮血の星」の生成に利用された。それでも、ジュリアを殺そうとする彼をナイフで刺し一矢報いようとしたが叶わず、右手から錬成した氷柱で心臓を貫かれとどめを刺された。
アラン / ラウル軍曹
声 - 星野貴紀
「黒コウモリ」の中核メンバーで、ミランダの右腕的存在。たくましい顔立ちで、様々な裏工作に携わっている。
実はアトラスの部下であるラウル軍曹その人で、「黒コウモリ」にいたのもジュリアを監視するためだった。しかしアトラスの野望達成と同時に用済みとされ、血を「鮮血の星」の材料にすべく短剣で刺されてしまい、そのまま失血死した模様である。
トニ
声 - 川田紳司
「黒コウモリ」に所属する面長な男性。捕えられたアルフォンスの監視役を務めるも狼キメラの襲来を知って応戦に向かった隙に脱獄される。
終盤ではバタネンらと共に地熱プラントを襲撃、建国宣言をするバタネンの傍らでミロスの国旗を掲げていた。
バタネン
声 - 屋良有作
「黒コウモリ」の後見人的存在。医療系の錬金術師。ミロス復興のためなら自分の命すら厭わない覚悟で、ジュリアたちと共に戦う。
終盤では「黒コウモリ」の戦士たちやクレタ国内のミロスの民を率いてハーシェル不在の地熱プラントを襲撃、占拠した後でミロスの建国を高らかに宣言した。

### その他の人物
ゴンザレス
声 - 岸野幸正
デスキャニオンに住む、気の良い機械鎧技師の老人。アメストリス人のエドたちにも優しく接する。
終盤で機械鎧を損傷したエドに頼まれ、予備の部品を調達した。ラストでは左脚を失ったジュリアに機械鎧を贈呈する。
ペドロ
声 - 古島清孝
デスキャニオンを守るミロス人の青年。両親をアメストリスとクレタの戦争で失っているが、ミロス復興を夢見て強く生きる。
ひょんなことからデスキャニオンに降りてきたエドを案内するが、奇襲をかけてきた狼キメラによって爪で致命傷を負わされ死亡。
カリナ
声 - 東山奈央
ジュリアを慕うミロス人の少女。友人のティアと作った腕輪をジュリアにプレゼントし、それがジュリアの祖国復興の意思をより高めることになる。
ピーター・ソユーズ
声 - 梅津秀行
テーブルシティを統括するアメストリス軍少佐。不法入国者や「黒コウモリ」を忌み嫌い、駆逐するためなら汚い手段も平然と行う。金にも汚い、いわゆる「奸物」。
売却して一儲けするべく「鮮血の星」を求めていたが、「黒コウモリ」の襲撃によって司令室を追われる。その後、保身のための口封じとしてエドやマスタングを殺そうとするもホークアイに阻まれ失敗、逮捕された。

### クレタ
狼キメラ
声 - 最上嗣生
人間と狼を錬金術で合成させて造られた合成獣。クレタの特殊部隊員で、人間の姿と半獣の姿を切り替えられる。一振りで列車の車体に大穴を空けるほどの鋭く長い強靭な爪、研ぎ澄まされた嗅覚、驚異的な跳躍力を持ち、高い戦闘能力を有する。メルビンを執拗に狙っている。
テーブルシティ行きの列車の中でエドたちと遭遇し戦うも、「黒コウモリ」とアメストリス軍の戦いに巻き込まれ、機関車が駅にぶつかりそうになったのを機に退散。その後、メルビンの匂いを追って「黒コウモリ」のアジトに侵入。エド・「黒コウモリ」・メルビンと交戦するも、エドの錬金術により拘束され、直後にメルビンの電撃により仕留められた。
当初は敵かと思われていたが、実はジュリアを守るためにハーシェルが送りこんだボディガードであった。
狼キメラ2
声 - 早志勇紀
最初に送り込まれた狼キメラを追ってきたが、エドたちは地下水脈を通って逃げたので匂いが分からなくなり、追跡を断念した。
デスキャニオンの戦いでエルリック兄弟を攻撃するも、彼らがアシュレイと対決している間にマスタングの手で倒された。
ハーシェル中佐 / アシュレイ・クライトン
声 - 木内秀信（少年時代 - 木村良平）
西の大国クレタの軍人で、錬金術師。階級は中佐。鍛え上げられた屈強な体格を持ち、白銀の仮面を装着している。卓越した剣術の手練れで、なおかつメルビンと同じく電撃と氷雪の錬金術を駆使する。「鮮血の星」を体内に取り込んでいる影響からノーモーションでその錬金術を操り、剣術と錬金術を併用することで非常に高い戦闘能力を持つ。
国境警備軍とミロス人にとって聖地であるポロス山から引いた地熱プラントを統括する。クレタの多民族国家という歴史ゆえに発達した諜報ネットワーク「狼」を駆使して、メルビンを執拗に探している。
その正体はアトラスに襲われて顔と左脇腹の皮膚を奪われたものの両親が研究用に隠し持っていた「鮮血の星」を飲み込んだおかげで生き延びた本物のアシュレイ。前述した白銀の仮面も、皮膚の無い顔を保護するための物である。両親がクレタへの亡命を決めた件でミロスの人々から非難を受けたことを恨んでおり、地熱プラントを建造したのも坑道を爆破して噴出した溶岩でデスキャニオンを埋めるためである。
両親を惨殺し、自身の顔と左脇腹の皮膚を剥がし奪ったアトラスへの復讐を果たし、自ら決着をつけるために一人でデスキャニオンへ降りていくと、両親を殺した張本人であるアトラスを殺害し、マグマを止めんとするエルリック兄弟とジュリアを攻撃した。その後、ジュリアとの一騎討ちの末に敗れ、危うく死ぬところであったが、ジュリアの尽力（前述）によって一命を取り留めた。そして意識が戻った後、まだ意識が戻っていなかったジュリアの前髪に触れ「ジュリア…」と一言呟くも、直接は言葉を交わさずに再び仮面を着けてどこかへ旅立っていった。死は免れたが、ジュリアからの攻撃で壊死するほどの大火傷を負った左腕は修復されなかったようで、去っていく時には服の左袖が虚しくはためいている描写が見られた。

## スタッフ
- 原作・オリジナルキャラクターデザイン - 荒川弘「鋼の錬金術師」（スクウェア・エニックス刊）
- 監督・絵コンテ - 村田和也
- 脚本 - 真保裕一
- キャラクターデザイン・総作画監督 - 小西賢一
- 演出 - 夏目真悟
- アニメーションディレクター - 押山清高
- メカデザイン - 荒牧伸志
- 作画監督 - 大城勝、霜山朋久、秦綾子、鎌田晋平
- 作画監督補佐 - 北田勝彦、田代雅子、井上俊之
- 美術コンセプトデザイン - 岡田有章
- 美術監督 - 岡田有章、小倉一男
- 色彩設計 - 沼畑富美子
- 特効 - 谷口久美子
- 撮影監督 - 武井良幸
- 音楽 - 岩代太郎
- 音響監督 - 三間雅文
- 音響効果 - 倉橋静男
- 製作 - 夏目公一朗、和田洋一、河村盛文、南雅彦、秋元一孝、濱名一哉、服部洋
- 企画 ‐ 竹田青滋、勝股英夫、田口浩司、南雅彦
- プロデューサー - 南雅彦、丸山博雄、大山良、倉重宣之、寺西史、岡田有正、古川慎
- アソシエイトプロデューサー - 黒須礼央、前田俊博
- アニメーション制作 - ボンズ
- 製作 - 鋼の錬金術師2011製作委員会（アニプレックス、スクウェア・エニックス、毎日放送、ボンズ、松竹、TBS、電通）
- 配給 - 松竹、アニプレックス

## 楽曲
主題歌「GOOD LUCK MY WAY」
作詞 - hyde / 作曲 - tetsuya / 編曲 - L'Arc〜en〜Ciel、西平彰 / 歌 - L'Arc〜en〜Ciel
本作品で使用された劇中サイズはL'Arc〜en〜Cielのアルバム『BUTTERFLY』に『GOOD LUCK MY WAY -BUTTERFLY Ver.-』として収録されている。
オープニングテーマ「Chasing hearts」
作詞・作曲・歌 - miwa / 編曲 - Naoki-T

## 先着来場者特典
先着来場者特典として、本作品の序章となるオリジナルエピソード・原作の「第45.5話」が収録された特別版コミックス『鋼の錬金術師 第11.5巻 〜旅立ちの前に〜』が全国先着50万部限定でプレゼントされた。本作品の主な舞台が西の国境・テーブルシティということで出演できなかった、リンやランファン、ハボックやフュリーなども登場している。
また8月6日（劇場によっては8月13日）より指定劇場限定で、追加来場者特典として「劇場予告編 生カットフィルム」が数量限定配布された。

## スペシャルショートムービー
公式サイトでオリジナルエピソードを配信。公式サイトでの配信に先立ち、ソフトバンクモバイル「ムービーLIFE」とau one 映画およびLISMO Videoにて先行配信された。
『教えて!ロイ教官!!』
「-歴史編-」、「-文化編-」、「-勢力編-」の全3話を配信。3人がテーブルシティに向かう前という設定で、ロイが教官となりウインリィとリザにミロスについて解説する。
『エド&アル スペシャルインタビュー編』
エドとアルが映画俳優のインタビュー風に登場する。
スタッフ
- 監督 - 森井ケンシロウ
- 作画 - STUDIO MORIKEN、大久保香織、曽我部優樹、宮嶋星矢、秋山亮、so-shi
- 音楽 - 帆足圭吾（ロイ教官編）、和音正人（インタビュー編）

## 特別番組
本作品の解説番組として、『劇場映画公開記念!「鋼の錬金術師 嘆きの丘の聖なる星」あなたは兄弟の絆に涙するSP』（げきじょうえいがこうかいきねん!「はがねのれんきんじょつし ミロスのせいなるほし」あなたはきょうだいのきずなになみだするスペシャル）が全国各局で放送された。概要にて前述した『鋼の錬金術師 FULLMETAL ALCHEMIST』の総集編、エドワード役・朴璐美へのインタビュー、本作品の序盤に当たる映像などが放送された。
| 放送対象地域   | 放送局                   | 放送日 （全て2011年） | 放送時間           |
| -------------- | ------------------------ | --------------------- | ------------------ |
| 長野県         | 信越放送 (SBC)           | 6月30日               | 木曜 25:35 - 26:05 |
| 大分県         | 大分放送 (OBS)           | 7月1日                | 金曜 25:25 - 25:55 |
| 青森県         | 青森テレビ (ATV)         | 7月2日                | 土曜 10:30 - 11:00 |
| 高知県         | テレビ高知 (KUTV)        | 7月2日                | 土曜 15:00 - 15:30 |
| 長崎県         | 長崎放送 (NBC)           | 7月2日                | 土曜 15:00 - 15:30 |
| 岩手県         | IBC岩手放送 (IBC)        | 7月2日                | 土曜 15:30 - 16:00 |
| 山形県         | テレビユー山形 (TUY)     | 7月2日                | 土曜 15:30 - 16:00 |
| 島根県・鳥取県 | 山陰放送 (BSS)           | 7月2日                | 土曜 26:20 - 26:50 |
| 福島県         | テレビユー福島 (TUF)     | 7月3日                | 日曜 26:20 - 26:50 |
| 富山県         | チューリップテレビ (TUT) | 7月5日                | 火曜 25:30 - 26:00 |
| 北海道         | 北海道放送 (HBC)         | 7月5日                | 火曜 25:56 - 26:26 |
| 山口県         | テレビ山口 (tys)         | 7月5日                | 火曜 27:15 - 27:45 |
| 鹿児島県       | 南日本放送 (MBC)         | 7月6日                | 水曜 25:10 - 25:40 |
| 静岡県         | 静岡放送 (SBS)           | 7月6日                | 水曜 26:25 - 26:55 |
| 沖縄県         | 琉球放送 (RBC)           | 7月8日                | 金曜 25:15 - 25:45 |
| 新潟県         | 新潟放送 (BSN)           | 7月8日                | 金曜 25:20 - 25:50 |
| 石川県         | 北陸放送 (MRO)           | 7月8日                | 金曜 25:50 - 26:20 |
| 近畿広域圏     | 毎日放送 (MBS)           | 7月8日                | 金曜 26:15 - 26:45 |
| 熊本県         | 熊本放送 (RKK)           | 7月9日                | 土曜 11:00 - 11:30 |
| 福井県         | 福井放送 (FBC)           | 7月9日                | 土曜 16:55 - 17:25 |
| 秋田県         | 秋田放送 (ABS)           | 7月9日                | 土曜 25:35 - 26:05 |
| 宮崎県         | 宮崎放送 (MRT)           | 7月9日                | 土曜 26:09 - 26:39 |
| 福岡県         | RKB毎日放送 (RKB)        | 7月9日                | 土曜 26:45 - 27:15 |
| 中京広域圏     | 中部日本放送 (CBC)       | 7月9日                | 土曜 27:43 - 28:13 |
| 広島県         | 中国放送 (RCC)           | 7月10日               | 日曜 27:20 - 27:50 |
| 愛媛県         | あいテレビ (ITV)         | 7月15日               | 金曜 25:35 - 26:05 |
| 岡山県・香川県 | 山陽放送 (RSK)           | 7月15日               | 金曜 25:40 - 26:10 |
| 山梨県         | テレビ山梨 (UTY)         | 7月17日               | 日曜 26:05 - 26:35 |